# Теребенёв, Михаил Иванович
Михаи́л Ива́нович Теребенёв, Теребенин (6 сентября 1795, Санкт-Петербург — 25 декабря 1864, там же) — русский живописец и акварелист. Писал жанровые и исторические картины. Известен как автор портретов, в том числе, популярных в его время миниатюр. Академик Императорской Академии художеств. Произведения Теребенёва входят в собрания известных музеев России.

## Биография

### Происхождение и образование
Отец — Иван Ефимович Теребенёв (1759—1799) — художник, в 1779 году окончил Академию художеств со специализацией по орнаментной скульптуре на дереве. Братья — Иван (1780—1815), скульптор, живописец, график и Владимир (1808—1876), художник, литограф.
В 1803 году Михаил Теребенёв — в числе «детей Академиков и служащих при Академии бывших воспитанников ея» — поступил в Императорскую Академию художеств. С 1811 учился в классе известного портретиста профессора С. С. Щукина.
Во время учёбы за проявленные успехи в рисовании с натуры был награждён двумя малыми (1810 и 1811) и большой (1812) серебряными медалями.
Осенью 1812 года в связи с возможной наполеоновской угрозой Петербургу в Петрозаводск были эвакуированы 205 воспитанников Академии художеств. Среди отправленных на телегах — за показанные «отличные успехи» — был и Михаил Теребенёв.

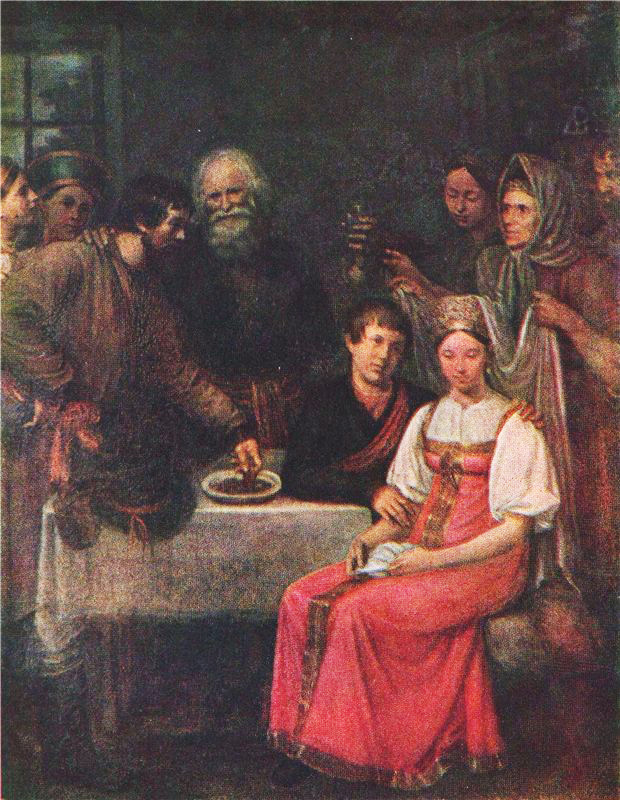
Русская крестьянская свадьба

В 1815 году М. И. Теребенёв был отмечен большой золотой медалью за дипломную работу «Русская крестьянская свадьба», которая была приобретена «для себя» императрицей Марией Фёдоровной и долгое время находилась в картинной галерее Константиновского дворца.
Завершил учёбу в академии в звании классного художника с аттестатом 1-й степени и был оставлен пенсионером при Академии художеств, что давало ему право на поездку в Европу для совершенствования в живописи, но 30 июня 1817 года было объявлено, что выпускники, «для которых Академия весь свой долг воспитания и обучения исполнила», должны были «приискать себе свойственную способностям своим службу».

### Профессиональная деятельность

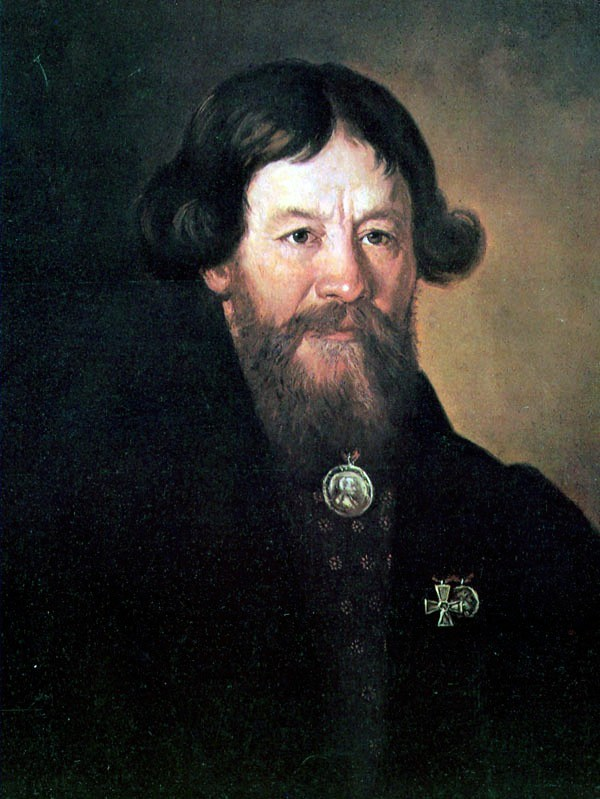
Портрет партизана
Е. С. Стулова

Ещё в 1813 году, по окончании Отечественной войны 1812 года, командир партизанского отряда генерал-лейтенант И. С. Дорохов заказал слушателю Академии художеств М. И. Теребенёву портрет партизана Е. С. Стулова — единственного крестьянина, награждённого солдатским Георгиевским крестом. Главный специалист Бородинского музея-заповедника, искусствовед В. Е. Анфилатов писал, что «реалистический портрет Е. С. Стулова является редким не только в творческом наследии художника, но и во всей русской живописи эпохи Отечественной войны».
Кисти М. И. Теребенёва принадлежат портреты известных деятелей российской культуры и науки: художника Ф. Я. Алексеева (1820), поэта, князя А. И. Одоевского (1823—1824), композитора М. И. Глинки (1824), актера В. А. Каратыгина (до 1828), профессора медика И. В. Буяльского (1829), друга А. С. Пушкина А. И. Тургенева (1830-е) и многих других.
Написанный М. И. Теребенёвым в 1824—1825 годы портрет А. С. Грибоедова «считается одним из самых достоверных портретов писателя, который явился оригиналом для получившей широкую известность гравюры Н. И. Уткина».
Мастерство художника в написании миниатюрных портретов было отмечено Академией художеств, присудившей ему в 1824 году звание «назначенного» в академики.
В 1830 М. И. Теребенев был избран академиком за миниатюрный поколенный портрет скульптора В. И. Демут-Малиновского.
В 1830—1840 годах преподавал рисование в Артиллерийском училище в Петербурге, создал для воспитанников собственные пособия по живописи.
Художник проявил себя и в церковной живописи. Им созданы образа для храма Сиони в Тифлисе (1837), церкви Михайловского артиллерийского училища (1860—1861), церкви святых Петра и Павла в Петропавловской больнице в Петербурге (1861).
Известны написанные маслом и акварелью картины М. И. Теребенева на жанровые и исторические темы. Среди них — «Возвращение с войны», «Епископ воронежский Митрофан жертвует монастырскою суммою Петру I в 1696 году на сооружение флота для осады Азова». За несколько месяцев до смерти — в сентябре 1864 года — художник завершил свою работу «Освобождение крестьян из крепостного состояния».
Умер М. И. Теребенёв в Санкт-Петербурге 25 декабря 1864 года.

## История портрета декабриста

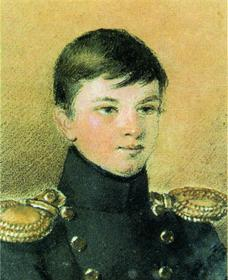
Портрет Д. И. Завалишина работы М.И Теребенёва (ранее 1824)

Кисти М. И. Теребенёва принадлежал написанный не позднее 1824 года портрет морского офицера, декабриста Д. И. Завалишина, который был подарен участнику кругосветных плаваний лейтенанту Ф. С. Лутковскому, подозреваемому в принадлежности к заговорщикам. После событий 14 декабря 1825 года при обыске в комнате Лутковского, проживавшего Петербурге в доме своего зятя мореплавателя В. М. Головнина, следователи обратили внимание на висевший на стене портрет, ставший одной из немногих улик, доказывающей связь его обладателя с «злоумышленным обществом». В своих воспоминаниях Завалишин писал, что «при сделанном у Лутковского обыске найден был у него на стене мой портрет работы академика Теребенёва. На вопрос, почему у него мой портрет, он прямо отвечал, что он глубоко меня уважал и был моим приятелем, …не имея возможности доказать участие его в тайном обществе, его сослали однако в Чёрное море, бывшее тогда морскою Сибирью. Ему объявили, что это для того, „чтобы он научился вперёд лучше выбирать друзей“».
В 1972 году потомок Д. И. Завалишина передал сотрудникам иркутского музея декабристов шкатулку с вмонтированным в крышку портретом предка. Шкатулка сопровождала мичмана Завалишина в его путешествиях. Проведенная исследователями атрибуция подтвердила подлинность портрета молодого Дмитрия Завалишина: «Изображение, ставшее вторым по счёту в жизни будущего декабриста, принадлежит перу Михаила Теребенёва».

## Галерея
Так как большую часть работ художника составляли миниатюры личного характера, что — вещь очень личная, в общественном достоянии сохранилось сравнительно немногие из них. Произведения М. И. Теребенёва имеются в собраниях Русского музея, Эрмитажа и Всероссийского музея А. С. Пушкина (Санкт-Петербург), Третьяковской галереи (Москва), музеев Екатеринбурга, Костромы, Перми, Ярославля и некоторых других.

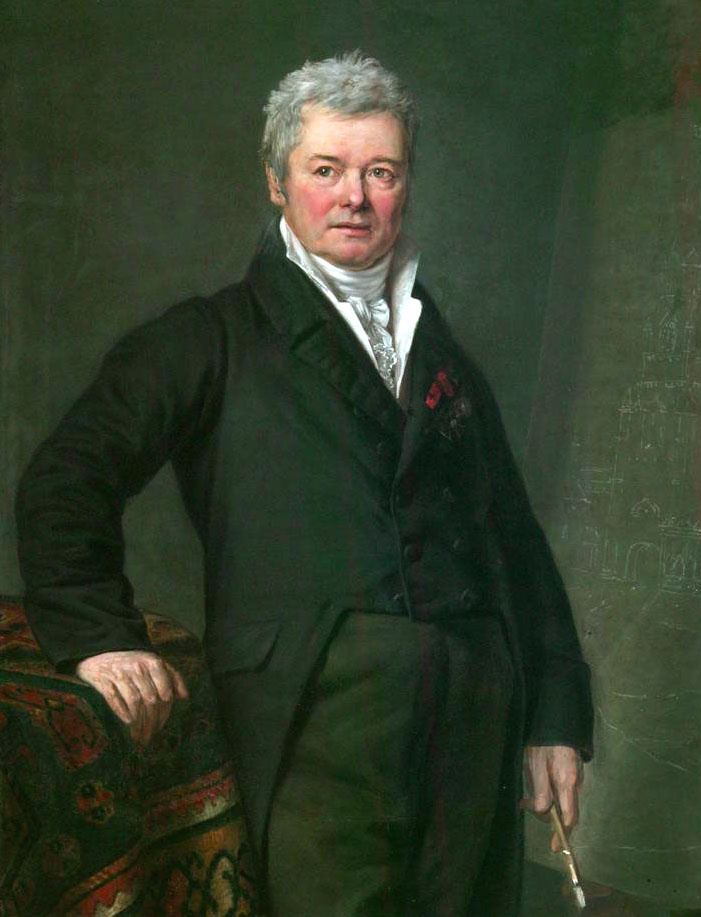
Портрет художника и педагога Академии художеств Ф.Я. Алексеева
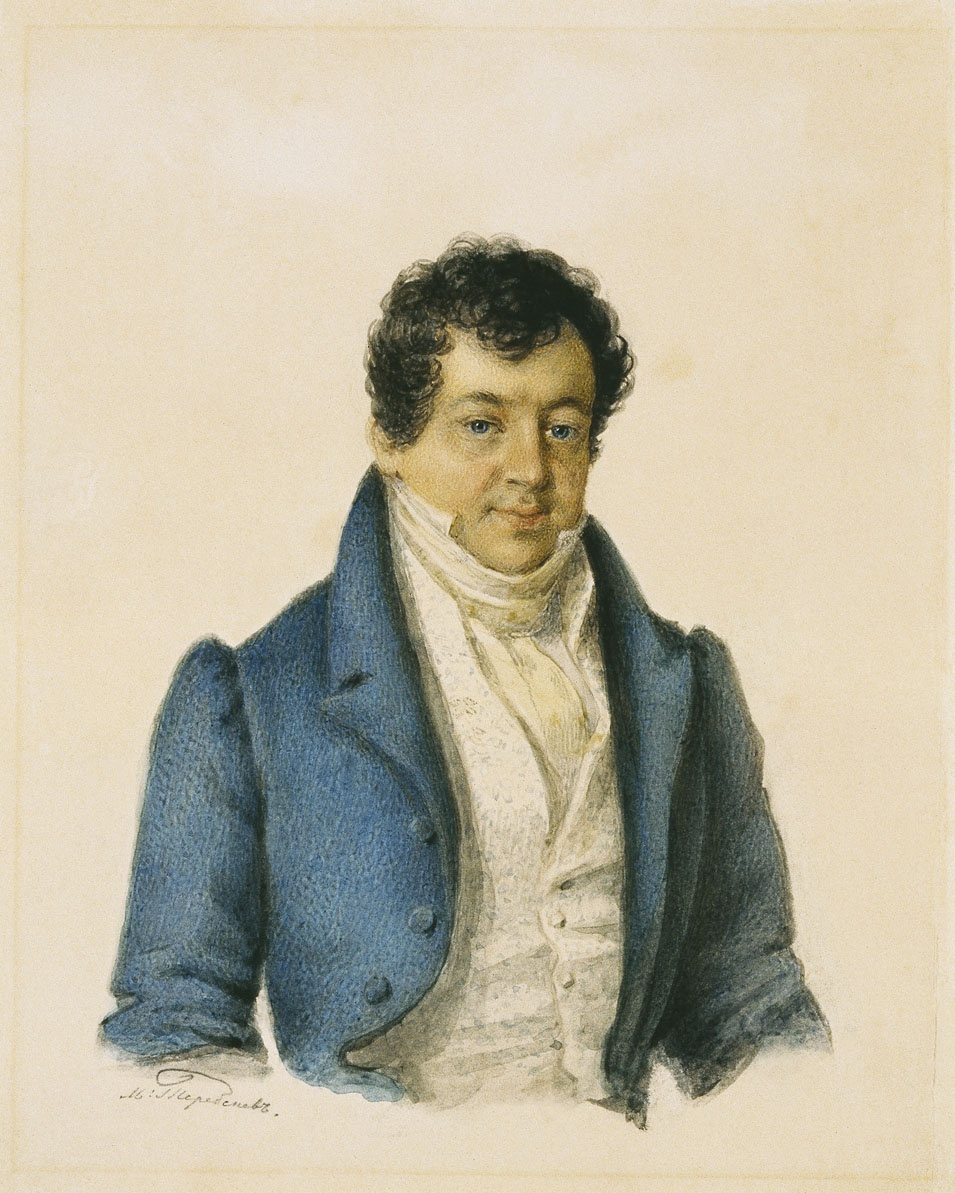
Портрет А.И. Тургенева - друга А.С. Пушкина
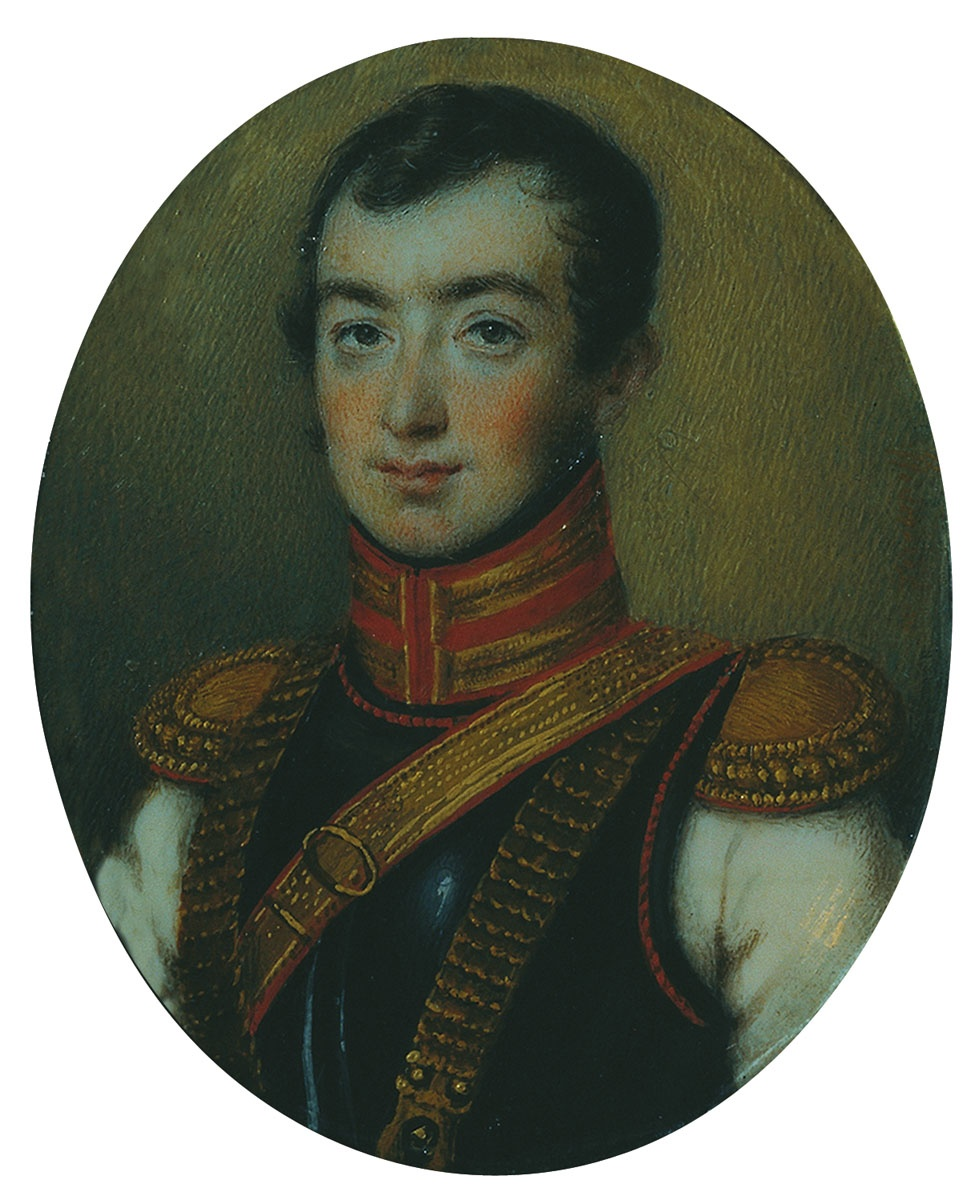
Портрет поэта, декабриста А.И. Одоевского
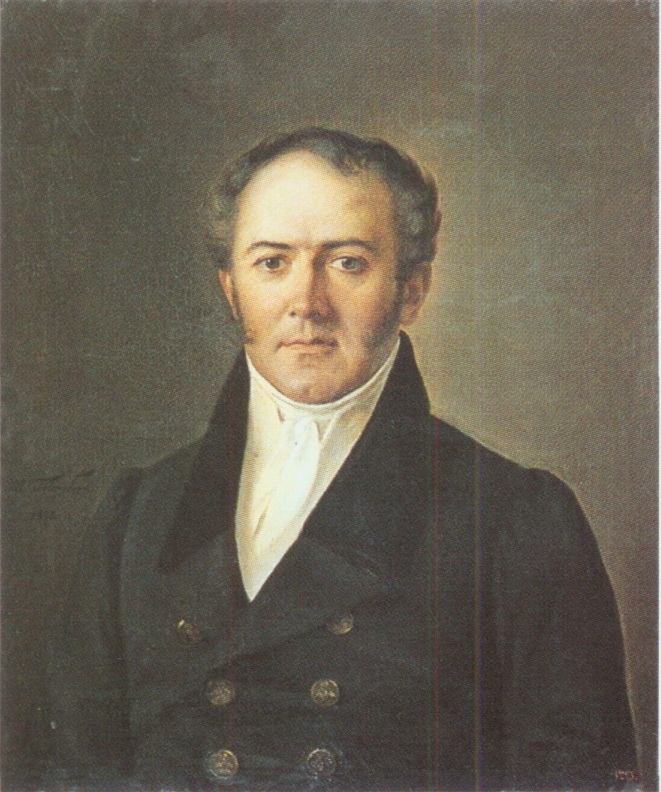
Портрет профессора И.Я. Буяльского
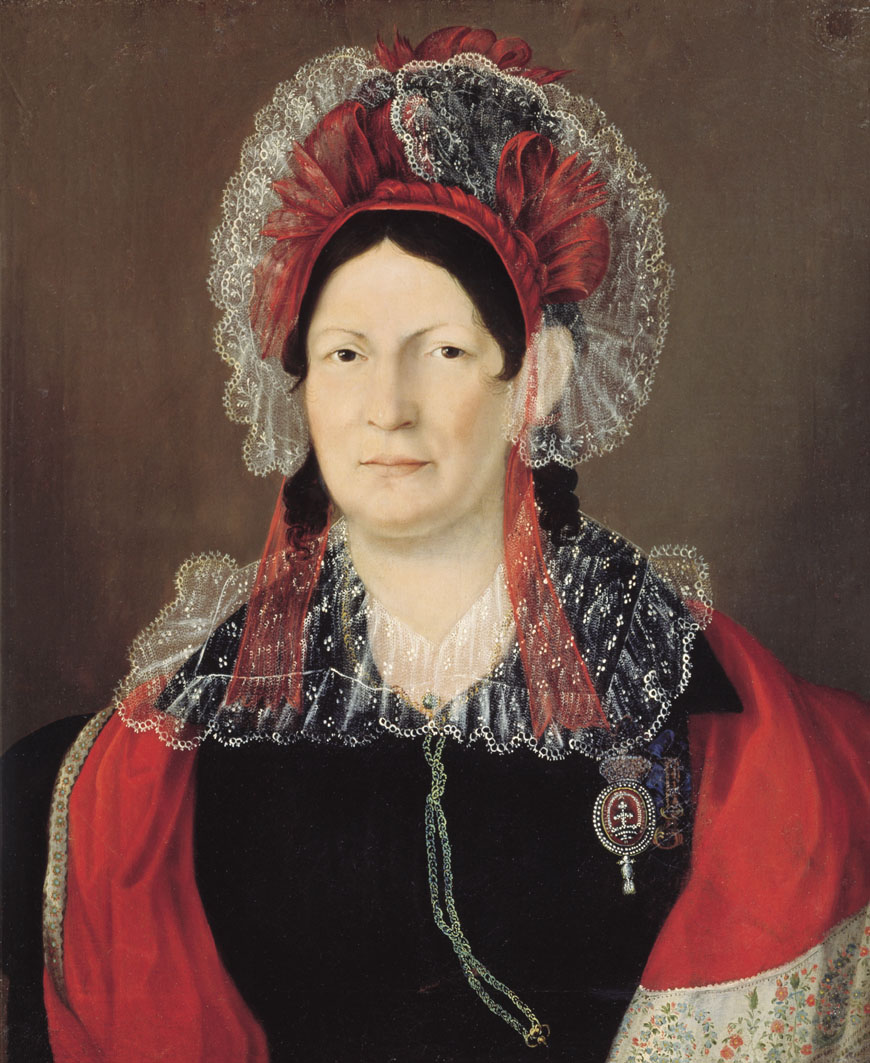
Портрет княгини М.А. Голицыной, внучки генералиссимуса А.В. Суворова
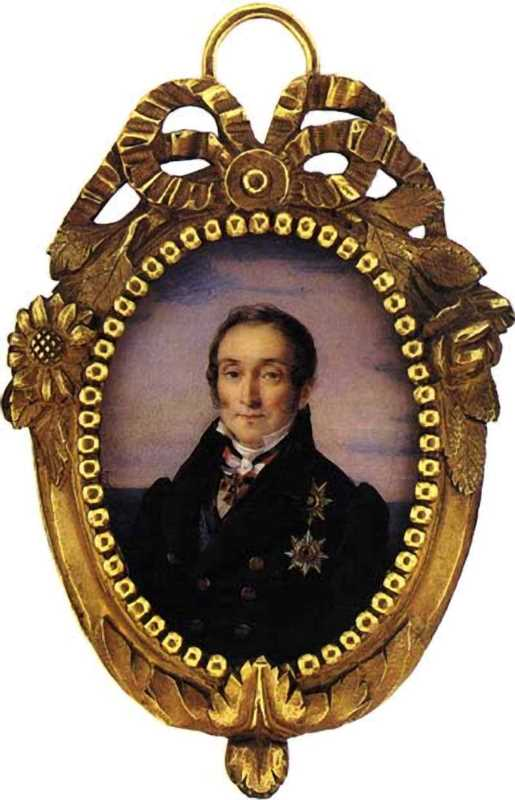
Портрет сенатора А.З. Хитрово
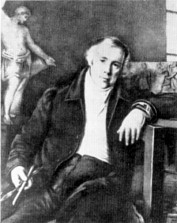
Портрет В.И. Демут-Малиновского
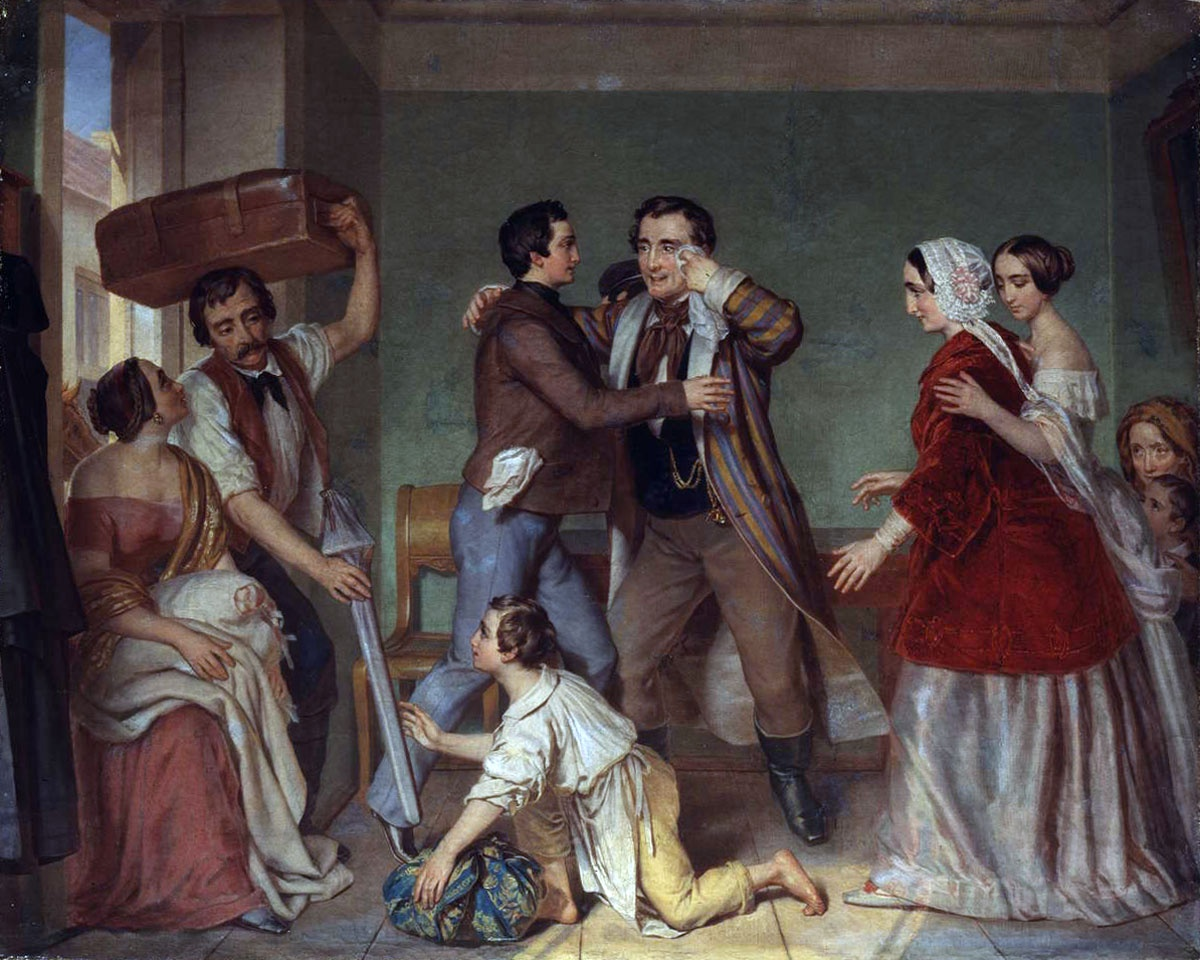
Возвращение с войны
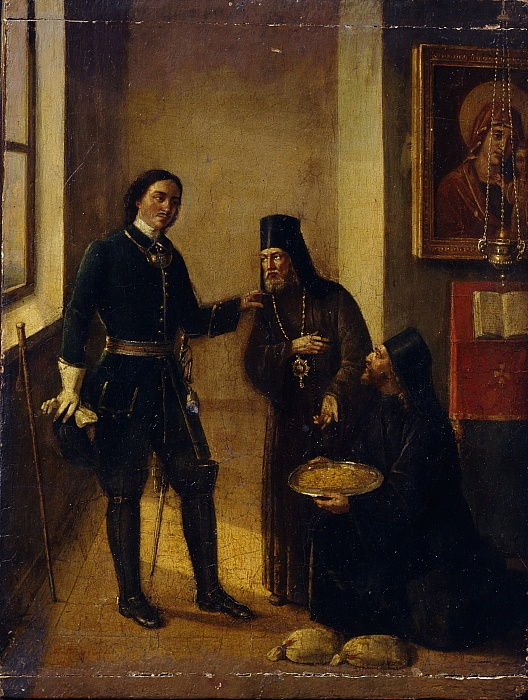
Епископ воронежский Митрофан жертвует монастырскою суммою Петру I в 1696 году на сооружение флота для осады Азова